# Skolbad

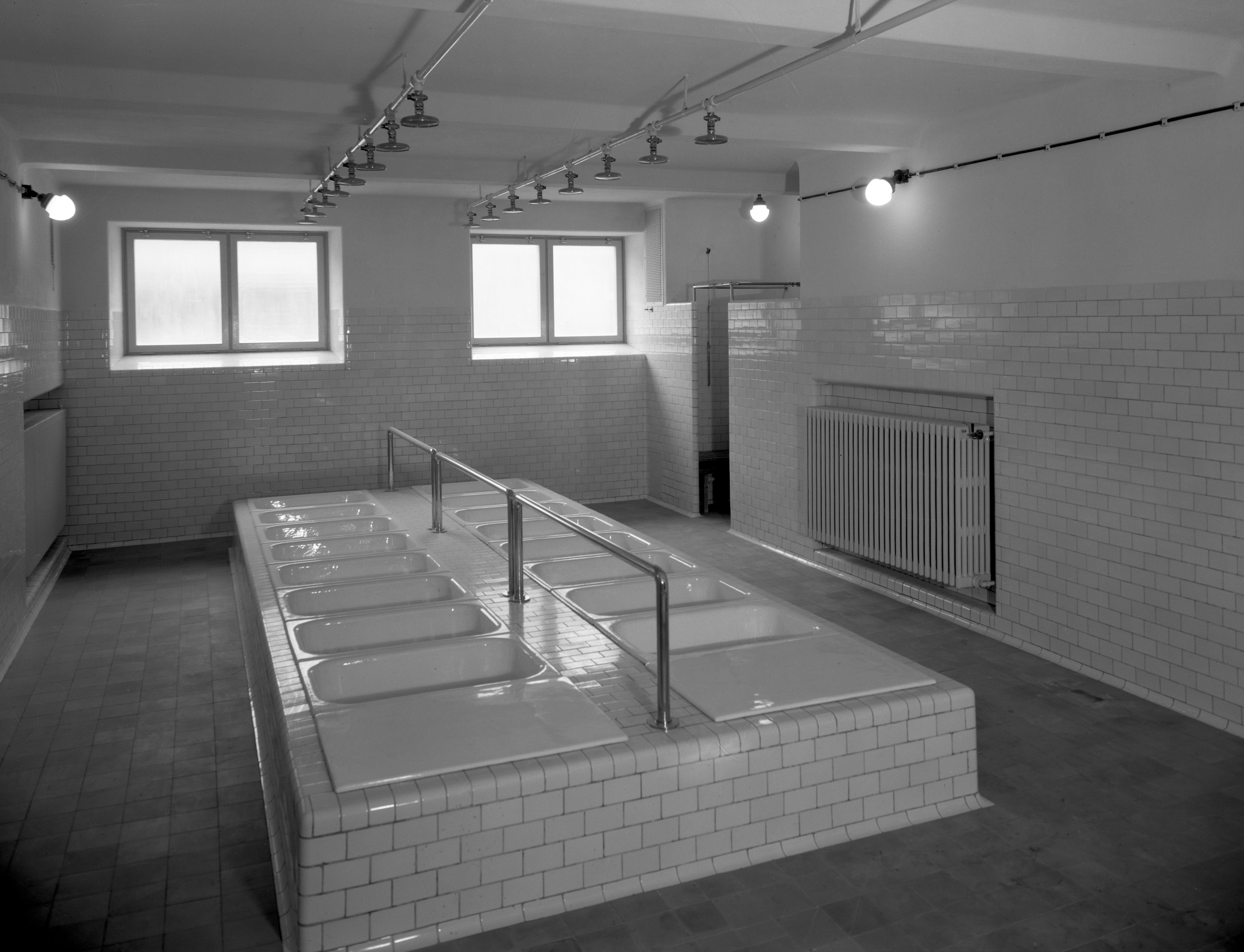
Skolbad på Södra skolan i Karlstad (1931).

Skolbad var bad anordnade i skolan för eleverna. Avsikten med skolbad var att barnen skulle lära sig praktiskt hur man tvättar sig och sköter den personliga hygienen. På så vis skulle barnen genom praktik befästa de teoretiska kunskaper i förebyggande hälsovård som de fick genom skolans undervisning.  
Synen på den personliga hygienen förändrades under den andra halvan av 1800-talet. Man hade i och med den medicinska utvecklingen kommit fram till att en ökad renlighet förbättrade hälsan. Samtidigt saknad många familjer rinnande vatten och avlopp. Som ett led i den folkbadsfråga som växte fram började man under 1890-talet att erbjuda skolbad i de svenska folkskolorna. Enligt samtida källor och tidigare forskning inrättades de första skolbaden i Tyskland. Som grund för detta skall Carl Flügges yttrande ha varit: "Vartill tjäna alla dessa hygieniska anstalter, när i dessa sunda rum insläppas barn, som ha hudytorna betäckta av ett tjockt smutslager och på sin kropp och i sina kläder medföra allehanda giftiga infektionsämnen?". Strax därpå inrättade borgmästaren i Göttingen Georg Merkel 1888 de första skolbaden. Nyare forskning har visat att skolbad infördes redan 1885 i Kristiania i Norge liksom 1889 i Köpenhamn i Danmark.
Flügges ord och skolbadsinrättningen möttes i Tyskland av allvarligt motstånd från många håll. Baden ansågs vara en maskerad socialism och skulle följas av bland annat kostnadsfria kläder och fri mat, och följden skulle bli, att man strävade efter att befria föräldrarna från all omvårdnad om barnen. Emellertid började skolbad införas över hela Tyskland med baden i Göttingen som mönster. Merkel inrättade baden i källarvåningen under skolan; där uppställdes tre duschar, och den badande erhöll en ljum dusch från 32–36°C, och slutduschens temperatur höll sig till 16°C. I Sverige liksom i Norge och Danmark verkar däremot inte motståndet ha varit särskilt stort. 
I Sverige introducerades skolbaden under 1890-talet. Vid den diskussion, som 1890 hölls i Hälsovårdsföreningen i Stockholm, uteslutande för skolmän och läkare, framhöll Carl Curman först den ringa tillit, som svenska läkare hade till de tempererade duschbaden efter tyskt mönster. Han ansåg istället att som grundbad till skolbad skulle bastubad användas, men så modifierade, att deras temperatur ej fick överstiga +45°C. Här skulle varje barn bli grundligt tvagat, och sedan skulle man begagna en rätt måttligt kall dusch eller en neddoppning i en sommarvarm bassäng. Som en följd av detta möte kom skolbaden att introduceras. Redan året efter (1891) kom det första skolbadet att anordnas av förste läraren i dåvarande Sankt Nikolai församlings folkskola i Stockholm. Skolbadet bestod där av ett ljumt halvbad med åtföljande duschar. Under åren 1891-1925 kom cirka 190 skolbad att skapas både i städerna och på landsbygden. Framförallt kom spridningen sv skolbad ske snabbt i städerna och i Stockholm fanns 1915 skolbad i alla folkskolor och exemplet följdes även i många andra städer. I skarp kontrast mot detta stod det ringa antal skolbad, som fanns på landet.  På landsbygden kom skolbad framförallt skapas i samband med byggnationen av badstugor, vilken kom att ske under perioden 1920-1950. Därmed blev bastubadet det rådande skolbadet på landsbygden, precis som Carl Curman hade önskat redan 1891. Badstugans utveckling skedde främst genom Svenska föreningen för folkbad och enskilda aktörer såsom Jan Ottosson. Till följd av utvecklingen under efterkrigstiden, då allt fler moderna bostäder, utrustade med badrum, tillkom, upphörde efter hand skolbaden att användas. 

## Skolbad på senare tid
På senare tid syftar skolbad vanligen på när skolklasser reser till en simhall för bad och simning.